# Monte Radomir
O Radomir (em búlgaro:  Радомир, Radomir) ou Kerkini (em grego:  Κερκίνη, Kerkíni), é uma montanha na fronteira Bulgária-Grécia. Tem 2031 m de altitude e é o monte mais alto da cordilheira Belasica. Também é conhecido pelo nome grego antigo Kalabáka (em grego:  Καλαμπάκα, Kalabáka).
Na Bulgária, o pico recebeu o nome do imperador búlgaro Gavril Radomir, que esteve na batalha de Kleidion nos montes Belasitsa.
O monte Radomir está situado 7 km a norte de Neochori (Νεοχώρι - Neochóri), localidade do lado grego, e a 9 km a sudoeste de Petrich, do lado búlgaro.